# دگرگونی بزرگ
دگرگونی بزرگ؛ خاستگاه‌های سیاسی و اقتصادی روزگار ما، نوشته کارل پولانی، در سال ۱۹۴۴ انتشار یافت. این کتاب برای مخالفان بازار آزاد کتاب مهمی به‌شمار می‌رود، زیرا پولانی در این کتاب خود بازار آزاد را همچون دشمن انسانیت به تصویر می‌کشد. او معتقد بود بازار آزاد به فروپاشی اجتماعی و سیاسی منجر خواهد شد.

## ترجمه به فارسی
- پولانی، کارل، دگرگونی بزرگ: خاستگاه‌های سیاسی و اقتصادی روزگار ما، مترجم: محمد مالجو، تهران: پردیس دانش، ۱۳۹۱